# Dinamina
Dinaminas são guanosina trifosfatases de 96 kDa (GTPase) essenciais para inúmeros eventos de tráfico de membrana intracelular. Na membrana plasmática, a atividade GTPase de dinamina é necessária para a reciclagem de vesículas sinápticas, endocitose mediada por receptores e internalização de caveola. A molécula mostrou-se envolvida na endocitose mediada pelo receptor de transferrina e EGF, GLUT-4, receptores de opióides e receptores acoplados a proteínas G. Além disso, recentemente, a atuação da dinamina foi descoberta também no tráfico dentro e fora do aparato de Golgi. [CELL]
Existem no entanto vesículas como as COPI e COPII que aparentemente são capazes de se separar sem a necessidade de uma GTPase como a dinamina. A diferença entre os dois processos ainda é desconhecida [MCB].

## Introdução
A família de GTPases de dinamina consiste em dinamina neuronal-1, dinamina-2 ubíqua, testículos / dinamina neuronal-3 e uma série de proteínas menos estreitamente relacionadas. Esta família de proteínas se distingue das outras GTPases por sua alta atividade intrínseca e sua baixa afinidade por nucleotídeos de guanina. A molécula também estimula sua própria atividade GTPase, resultando em um mecanismo cooperativo de ativação. Essas propriedades únicas levaram à especulação de que a dinamina é um interruptor molecular gerador de força.
Inicialmente, a molécula demonstrou estar envolvida na endocitose com a descoberta de que é o homólogo de mamífero do produto do gene Shibire em Drosophila. Mais tarde, demonstrou-se que a superexpressão de mutantes dominante-negativos de dinamina humana 1 pode efetivamente bloquear a endocitose mediada por clatrina em células de mamíferos, sugerindo que o papel da dinamina é conservado entre os eucariotas.
O local específico da ação da molécula foi mais esclarecido por duas descobertas simultâneas. Hinshaw e Schmid demonstraram que a dinamina recombinante pode se auto montar em espirais, e Takei, em 1995, mostrou que o tratamento com GTPS de sinaptossomas induziu a formação de invaginações de membrana alongadas que foram revestidas com a proteína de dinamina. Essas espirais de dinamina e invaginações tubulares têm dimensões semelhantes às estruturas proteicas observadas nos pescoços de vesículas revestidas com clatrina nas moscas do Shibire, levando à especulação de que a molécula ajuda a beliscar a vesícula revestida com clatrina da membrana plasmática. Embora seja claro que a atividade GTPase de dinamina é necessária para a conclusão desses diversos processos, seu papel específico permanece obscuro. [CELL] 

## Gene
Até 1999 eram conhecidos 3 genes de mamíferos expressores de dinamina. A dinamina I parece ser limitada a neurônios e células neuroendócrinas; a dinamina II é expressa na maioria das células e a dinamina III principalmente nos testículos, mas também no cérebro, coração e pulmões. Devido a vários splicing alternativos (alternative splicing) muitas isoformas aparecem, resultando num total de 25 diferentes proteínas, possivelmente as diferenças entre as isoformas sejam as responsáveis pela sua localização celular [Henley]. Outras fontes dizem haver pelo menos dois genes distintos na dinamina em mamíferos, cujos produtos são referidos como dinaminas 1 e 11. As duas dinaminas são semelhantes entre si. O mais alto grau de identidade entre dinaminas pode ser observado em duas metades N-terminais. As transcrições de ambos os genes de dinamina são sujeitos a pelo menos dois eventos de splincing alternativos, o primeiro dos quais é identicamente encontrado em ambas dinaminas, enquanto o segundo evento de splincing alternativo é diferente entre os dois tipos de dinaminas. [DERMD] 

## Estrutura
As dinaminas clássicas são constituídas de 5 domínios:
- GTPase
- Meio
- PH
- GED
- PRD

O domínio GTPase é o responsável pela hidrólise de GTP,  que é estimulada pela oligomerização das dinaminas em volta do pescoço da vesícula em formação,liberando GDP, sem a necessidade de
proteínas acessórias. Sabe-se que a hidrólise de GTP é necessária para a cisão da vesícula, e que a velocidade é também crítica, pois, sem a catálise da cisão, o pescoço da vesícula cresce sem que ela se separe. Por análise da estrutura cristalina e comparação com outras GTPases, foram identificadas 4 sequências de ligação a nucleotídeo nesse domínio: G1, que está envolvida na interação com fosfatos, G2 e G3, envolvidas na catálise, e G4, envolvidas na interação com a ribose e a guanina. Em cada domínio GTPase, se liga apenas uma molécula de GTP, embora as sequências referidas acima estejam espalhadas por todo o domínio. [Dyn]
Os domínios do meio e GED (Domínio Efetor GTPase) são chamados de domínios de montagem,
por serem responsáveis pela dimerização e oligomerização da dinamina. Eles interagem com o domínio GTPase e um com o outro, tanto intra como intermolecularmente. As dinaminas formam naturalmente dímeros estáveis, que se juntam para formar os oligômeros. Na presença de força iônica fraca, a dinamina se organiza em anéis e túbulos, enquanto na presença de lipossomo ela forma uma seqüência helicoidal contínua. Como já foi dito, a oligomerização estimula a atividade GTPásica da dinamina, o que provavelmente envolve interações mais profundas, nas quais a mudança conformacional é, de alguma forma, “sentida” pelo domínio GTPase.
O domínio PH (Homólogo à Pleckstrina) é o responsável pela ligação com os lipídeos. Possui um bolso positivo, com o qual interagem lipídeos carregados negativamente. Embora a afinidade de uma dinamina isolada seja muito pequena, o oligômero tem uma afinidade bem maior  e suficiente para se ligar à membrana plasmática e dos compartimentos.
O dominio PRD (Proline Rich Domain) é, como o nome diz, rico em prolina, contendo 36 prolinas
entre 110 aminoácidos, o que faz com que possa se ligar a domínios SH3 (Homólogo 3 a SRC) de
muitas proteínas, entre elas a anfifisina, um dímero que se liga a membranas, a clatrina e adaptadores AP2. Entre outros ligantes estão a endofilina, o Grb2, o Abp1, a cortactina, a intersectina e a pascina.  Acredita-se que a interação com essas proteínas pode estar ligada ao recrutamento das dinaminas. Para uma lista mais completa, descrições mais detalhadas e imagens dos domínios veja [Dyn].

## A superfamília das dinaminas
A superfamília das dinaminas, nas células eucariotas, inclui várias moléculas que se encontram envolvidas em inúmeros processos como divisão de organelas, brotação de vesículas de transporte e resistência de patógenos. Apesar de se apresentar em vários organismos, estas têm uma função em comum: o mecanismo que leva a tubulação e/ou fissão. Portanto, as dinaminas e outras moléculas que formam esta família são:
- Dinaminas clássicas (I, II e III)
- Dlps (dynamin-like proteins) ( proteínas semelhantes a dinamina)
- Proteínas Mx
- OPA1/Mgm1
- Mitofusinas
- GBP (guanylate-binding proteins) e proteínas relacionadas à atlastina

1. As dinaminas clássicas são grandes GTPases envolvidas em vários processos relacionados á dinâmica e ao funcionamento da membrana, tendo um papel especialmente importante na endocitose. Podemos dividir as mesmas em 3 tipos:
  1. Tipo I: Originalmente isolada como proteína ligadora de microtúbulo no cérebro, participa integralmente no processo de reciclagem de vesículas sinápticas. Possui propriedades químico-mecânicas únicas para cortar e criar túbulos nas membranas e está envolvida na endocitose mediada por clatrina, além de outros processos de tráfego celular.
  2. Tipo II:  Participa na endocitose, está envolvida na produção dos microtúbulos durante a divisão celular e é capaz de unir e hidrolisar GTP. Tem um papel essencial a nível neural na regulação da morfologia dos neurônios e está relacionada à formação dos cones de crescimento neuronal e crescimento dos axônios. Além disso, a isoforma ubiquitinazada expressa pode mediar múltiplos processos endocítico, liberação de vesículas a partir do a partir do Aparato de Golgi além de agir como um modulador de actina de citoesqueleto.
  3. Tipo III: Associada à formação dos microtúbulos e hidrólise e une GTP, assim como a II. Além disso, está envolvida nos processos de transporte por vesículas. Uma espécie de isoforma foi testada mas, posteriormente, foi achado que o peptídeo era um aliado expresso no cérebro, pulmão e coração. Durante o desenvolvimento cerebral, tal tipo de dinamina é rapidamente estimulada pela sinaptogênese, sugerindo uma possível função para esse tipo para o processo sináptico. Até então, não existem estudos que identificaram função específica de tal isoforma em nenhum tipo celular.
2. As Dlps (dynamin-like proteins) têm uma estrutura variável, sendo que esta muda de acordo se se for encontrar agregada ou não à membrana a qual abrange vários tipos de proteínas como, por exemplo, as Mx.
3. As proteínas Mx são grandes GTPases de estrutura semelhante a dinamina. São diferentes das restantes proteínas pois não possuem nem um domínio rico em propina nem um envolvido na segmentação por membrana (homologia de pleckstrin).  Estas proteínas geralmente são em vários tipos de vírus mas em específico em RNA viral de sentido contrário (3´para 5´). São codificadas pelos genes Mx, cuja expressão é controlada por interferons do tipo I e II e encontram-se normalmente em todos os genomas de vertebrados com uma a três cópias e atuam contra os vírus pelos mecanismos específicos, geralmente vírus que se replicam no núcleo da célula como o THOV. Recentemente, a partir de análises estruturais destas, passou a ser mais conhecido o mecanismo de supressão feito por estas proteínas para suprimir vírus, no entanto, não se entende ainda como é que o fazem a tantos vírus cujas características são tão variadas, no entanto, sabe-se que é necessário um domínio de GTPase intacto para esta atividade.
4. OPA1/Mgm1: Tais proteínas são fulcrais para o processo de fusão mitocondrial associado às proteínas GTPase (DRPs). Ela atua de forma a unir a membrana interna da mitocôndria (lembrando que a externa tem características eucariotas, e interna procariotas). Tal processo possui uma lógica semelhante à fusão de vesículas pela SNARE.  A OPA1/Mgm1, sofre um processo proteolítico que resulta na combinação de isoformas curtas e longas. Assim, a ubiquitinação das mitofusinas, após a oligomerização e hidrólise de GTP, promove a regulação positiva e a fusão mitocondrial. Por outro lado, quando tal organela sofre de disfunções, regula negativamente por meio da proteólise que resulta na fragmentação de tal organela.
5. Mitofusinas: dividem-se em:
  1. MFN1 (mitofusinas 1): realizam um processo muito semelhante a mitofusina 2 e ao da OPA1/Mgm1 diferenciando em alguns aspectos. Dentre eles, destaca-se o fato de a isoforma 1 ser GTP-dependente enquanto a 2 funciona mas com eficiência reduzida. Outro aspecto que as diferenciam é o fato de o subtipo 1 possuir uma maior reatividade sendo cerca de 8 vezes mais ativo que a do tipo 2. Assim, o subtipo 1 é predominantemente responsável pela fixação Dependente de GTP da membrana.
  2. MFN2 (mitofusinas 2): realizam um processo semelhante ao da OPA1/Mgm1 divergindo no fato de esta ser responsavel pelo fusionamento da membrana interna da mitocondria enquanto aquela pela externa. Alem disso, tais proteínas são fulcrais para a divisão e fusao em mamíferos.
6. GBP (guanylate-binding proteins) e proteínas relacionadas à atlastina: Até então sabe-se a sequência completa  de 4 tipos na espécie humana.  Tais proteínas sofrem um processo de indução a partir de Interferons (IFNs) e das citocinas. Através de diversas pesquisas, descobriu-se que tais moléculas dotavam a habilidade de unir GMP agarose além de conseguirem hidrolisar  GTP tanto em moléculas de GDP como em GMP. Já as proteínas relacionadas às atlastinas, tem diversas funções no metabolismo celular. Dentre elas, destacam-se a GTP ligante (GTP binding), atividade GTPase além de proteína de ligação identificadora.  Elas participam dos seguintes processos: Axonogênese, organização do retículo endoplasmático dentro outros.

## Mecanismo
A família dinamina das  GTPases tem a habilidade singular de existir sob múltiplas formas de oligomerização. A dinamina é isolada em equlíbrio como dímeros, tetrâmeros, e octâmeros; e essas estruturas podem se reagir  em olígomeros de maior complexidade, como anéis e hélices. Esta formação sofisticada aumenta a atividade GTPásica, que por sua vez , promove  a desagregação dos olígomeros  menores de dinamina. Como a atividade da GTPase nas dinaminas é regulada por um ciclo de oligomerização, é importante considerar os distintos efetores de oligomerização da dinamina, como lipídios , microtúbulos, domínio SH3 proteico e filamentos curtos de actina. Os estudos atuais sugerem que a oligomerização ocorre exlusivamente na membrana celular , necessitando de maiores estudos in vivo para confirmação desta hipótese. Contudo , a oligomerização  explica , com propriedade, a  variável atividade GTPásica  da dinamina em cada tecido animal. A dinamina por meio de GTPase regula a atividade tanto de endocitose mediada por clatrina , quanto por endocitose independente, esta, por sua vez, podendo ser mediada por outras proteínas de sinalização endocítica. .
 O domínio PH da dinamina, responsável pela interação com as membranas, tem baixa afinidade quando sozinho, mas a afinidade aumenta com a oligomerização. A oligomerização também catalisa a hidrólise de GTP, o que ativa o mecanismo de cisão.
Três principais teorias já foram propostas como mecanismo de ação da dinamina. As duas primeiras tratam a dinamina como uma enzima mecanoquímica. No modelo “pinchase”, a hélice de dinamina se contrairia com a hidrólise, e isso eventualmente romperia o pescoço da vesícula. No modelo da “poppase” a hélice se esticaria rapidamente, o que causaria também o rompimento. Na terceira, a dinamina não seria diretamente responsável pela cisão, a hidrólise de GTP faria com que a hélice tomasse uma conformação que permitiria que enzimas efetoras realizassem a cisão, dando a ela o papel de reguladora.  Também foram encontradas enzimas que só agem quando a dinamina está ligada a GTP.